# Depresión bética
La depresión bética, depresión del Guadalquivir o valle del Guadalquivir es una depresión geográfica en el suroeste de la península ibérica, coincidente con la cuenca del río Guadalquivir. Tiene una superficie aproximada de 35 000 km² y una longitud de 600 km y se extiende de este a oeste en gran parte de la comunidad autónoma de Andalucía, acabando en el océano Atlántico. 
En su límite norte y noroeste se halla sierra Morena y en el este y sureste limita con la cordillera Subbética. La depresión tiene una altitud media de 100 metros sobre el nivel del mar, siendo así la más baja de la península. En la desembocadura del río se extienden las marismas del Guadalquivir protegidas con el parque nacional de Doñana. El predominio de los materiales arcillosos ha dado lugar a campiñas suavemente onduladas. Cuando surgen los mantos de caliza se forman mesas, cerros testigo y alcores.

## Orogénesis
Cuando surge la Cordillera Penibética y al mismo tiempo se levanta el bloque de Sierra Nevada esta depresión queda unida formando un brazo de mar que enlazaba el Golfo de Cádiz con el Golfo de Valencia, comprendido entre las Cordilleras Béticas y Sierra Morena. Pero en el plegamiento alpino cuando se levanta la Cordillera Subbética, ese brazo de mar queda descompuesto en dos brazos de mar abiertos: uno hacia el Golfo de Cádiz y otro hacia el Golfo de Valencia. En aquellos momentos el mar penetraba hasta casi llegar al pie de las Sierras de Cazorla y Segura.
Después se produjeron unos procesos sedimentarios (los materiales de las montañas eran arrastrados por los ríos) que provocaron la colmatación de la depresión y poco a poco la tierra fue avanzando a costa del Golfo de Cádiz y hoy todavía encontramos una lucha tierra-mar en las Marismas del Guadalquivir (el agua del mar penetra e inunda las marismas y también el río deposita sedimentos y va ganando espacio al mar). En este tiempo los materiales que se fueron sedimentando dieron lugar a una estructura de tipo tabular, en cuya parte central los estratos eran horizontales y en los bordes los estratos eran inclinados. 
Cuando la depresión es colmatada y abandonada por el mar, el río Guadalquivir y sus afluentes comienzan a construir sus valles sobre esos materiales que colmataron la depresión y se va a formar la campiña donde los materiales duros superiores han sido destruidos, por lo que es una zona de suelos ricos bastante profundos y por lo tanto de una gran potencialidad agronómica. 
En medio de esta depresión quedan restos aislados del primitivo estrato formando páramos como la Loma de Úbeda y alcores o cerros testigo. Estas estructuras van a ser utilizadas por el hombre par situar sus poblaciones, en primer lugar para defenderse de las inundaciones del Guadalquivir (cuyo cauce varía mucho de un año a otro) y en segundo lugar de los ataques de otros pueblos de distinta cultura (tanto en el caso de los poblados primitivos como los pueblos que van surgiendo a lo largo de la Edad Media que eran enemigos religiosos -cristianos y musulmanes-). Ejemplos de estas poblaciones son Alcalá la Real, Iznájar o Carmona.
El relieve de la Depresión Bética es bastante monótono, predominan las líneas horizontales y solo se ve salpicado por los alcores y páramos. Es una estructura horizontal con un desnivel muy pequeño, dado que en los 400 km que separan su desembocadura con la salida del río de las Sierras de Cazorla y Segura, el desnivel es de tan solo 200 m. Los ríos discurren por esta zona con una capacidad erosiva muy pequeña concentrada en la zona de las sierras, siendo esta erosión tan importante que muchos afluentes de la derecha hayan llegado a capturar aguas de la Meseta Sur. Los afluentes de la izquierda aunque salvan un desnivel muy superior, al estar mucho más alejada su cabecera del río Guadalquivir su descenso es más paulatino y la pendiente menor; solo en las cordilleras la erosión es importante.
En la Depresión Bética predominan los materiales blandos como las arcillas, las margas o las margocalizas y de vez en cuando encontramos calizas o areniscas que son los materiales que han formado los páramos y los alcores.
El principal responsable del modelado de esta llanura es el río Guadalquivir y sus afluentes, que constituyen la cuenca hidrográfica que desagua la casi totalidad del agua del valle ya que en la salida aparecen otros conjuntos hidrográficos como el Tinto y el Odiel o el Guadalete.
El río Guadalquivir es el menos importante de las grandes arterias fluviales de la Península, sobre todo debido a su caudal que es superado por otros ríos como el Tajo, el Miño, el Ebro o el Duero. El río Guadalquivir tiene un caudal medio de unos 183 m³/s, pero a lo largo de la historia se han registrado avenidas de 10 000 m³/s. Esto ha sido la causa de las inundaciones históricas que afectaron por ejemplo a la muralla romana de Córdoba (bastante alejada del río) o que rompió un puente también en la misma ciudad. Esto en la actualidad no ocurre debido a que el río y sus afluentes (sobre todo los de la derecha) están controlados por presas y pantanos, que además suponen unas reservas de agua para abastecer a los núcleos de población, el regadío y la industria.
Los afluentes de la derecha son los más agresivos erosionando y los que influyen más en las inundaciones debido a su mayor desnivel y también a que los ríos discurren por materiales impermeables y consiguientemente todo el caudal circula superficialmente. Los afluentes de la izquierda tienen un menor desnivel, además en la mayor parte de su recorrido predominan los materiales calizos que permiten la filtración del agua y también el papel regulador de Sierra Nevada -que retiene aguas en invierno cuando más llueve y que aporta aguas en verano por el deshielo cuando menos llueve-, completada esta regulación con la construcción de grandes embalses como el de Iznájar en el Genil o el de Negratín en el Guadiana Menor.
Las marismas son una zona pantanosa invadida por agua del mar y del río Guadalquivir que se ha constituido en una importante reserva de tipo biológico. En el coto de Doñana abundan una gran variedad de aves y además sirve como parada en las migraciones desde África a Europa de una gran cantidad de especies. 
Desde el punto de vista hidrográfico a lo largo del cuaternario los cambios climáticos de los periodos glaciares e interglaciares ha determinado unas condiciones de erosión, transporte y sedimentación distintas de los ríos de esta zona:
- En los periodos de interglaciación se producía una vegetación rica y abundante en una situación de biostasia y el río y sus afluentes disponían de aguas limpias que solo aportaban materiales disueltos ya que la cobertera vegetal retiene los materiales groseros.
- En los periodos glaciares, cuando el frío y la sequedad hacían desaparecer la vegetación, se rompía el equilibrio entrando en un período de rexistasia por lo que los materiales quedaban sueltos y los torrentes que bajaban de las sierras arrastraban gran cantidad de estos materiales.

Esto ha hecho que el río Guadalquivir y alguno de sus afluentes más importantes como el Genil hayan construido distintos niveles de terrazas. En el río Guadalquivir se han distinguido al menos tres niveles de terrazas distintas de no gran extensión, pero sí de desniveles importantes ya que el río ha destruido terrazas constituidas en otras etapas.

## Sectores de la depresión Bética

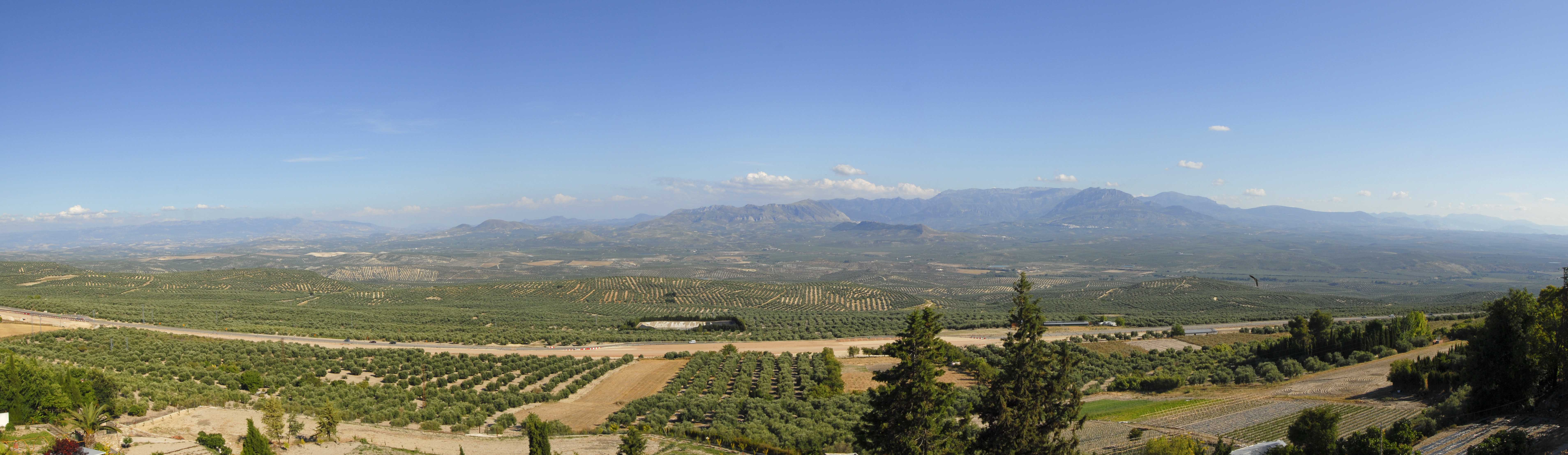
Vista panorámica de la depresión bética desde Baeza.

La depresión Bética la podemos dividir en diferentes sectores:

### Sector oriental o jiennense (provincia de Jaén)
El río Guadalquivir después de su nacimiento al salir de las Sierras de Segura y Cazorla cambia su sentido SO-NE por un sentido NE-SO y empieza la depresión. Es la zona más estrecha de la Depresión Bética ya que es donde se acercan hasta ponerse en contacto la Cordillera Bética y Sierra Morena. 
Es una zona donde los materiales que formaron la depresión se generan muy pronto, como consecuencia de la importante erosión de las cordilleras cercanas. Estos materiales son del terciario y se depositaron en una disposición discordante con los materiales del Trías margoso yesífero que forman el fondo de la depresión, que se asientan sobre el zócalo hundido a consecuencia del plegamiento alpino. 
La sedimentación miocena está representada sobre todo en la loma de Úbeda entre el Guadalquivir y el Guadalimar. Está formada por margas intercaladas con areniscas; las margas son materiales blandos que han sido fácilmente destruidos por la erosión, mientras que donde aparecen areniscas la erosión ha sido menos importante, por lo que tenemos dos campiñas margosas separadas por un páramo de areniscas. La Loma es alargada (50 km) pero estrecha (10 km) y está limitada por los ríos Guadalquivir y Guadalimar.
Los materiales no presentan una disposición absolutamente horizontal, están inclinados de forma que más que un páramo podemos hablar de una cuesta. La loma llega a alcanzar los 1000 m s. n. m. en su zona oriental más alta y va descendiendo su altura hacia el occidente donde se encuentran Baeza y Úbeda a una altitud de 740 m s. n. m. La Loma está limitada al norte y al sur por dos escarpes bastante abruptos, sobre todo al sur donde el río Guadalquivir se ha encajado formando un profundo valle; el escarpe norte es más suave y desciende sobre el valle del río Guadalimar, que ha formado un valle alargado relativamente profundo. La loma de Úbeda termina donde confluyen el río Guadalquivir y sus afluentes, entre los que se encuentra el Guadalimar. 
En la loma se conservan bien los materiales miocénicos (sobre todo la arenisca), pero estos han sido barridos del valle del Guadalquivir y del Guadalimar y apenas quedan en esas campiñas restos de materiales miocenos, por lo que han quedado al descubierto los materiales margo-yesíferos de carácter salino que han provocado los afloramientos de aguas saladas que han dado nombres a varios ríos (el Salado, etc.).
La zona de la campiña se va ensanchando cuando termina la loma de Úbeda. Queda limitada al norte por los saltos de falla formando un límite rectilíneo, mientras que en su límite sur, con la Cordillera Bética, la campiña presenta un límite formando pequeños golfos debido a la penetración de los ríos.

### Sector central o cordobés (provincia de Córdoba)

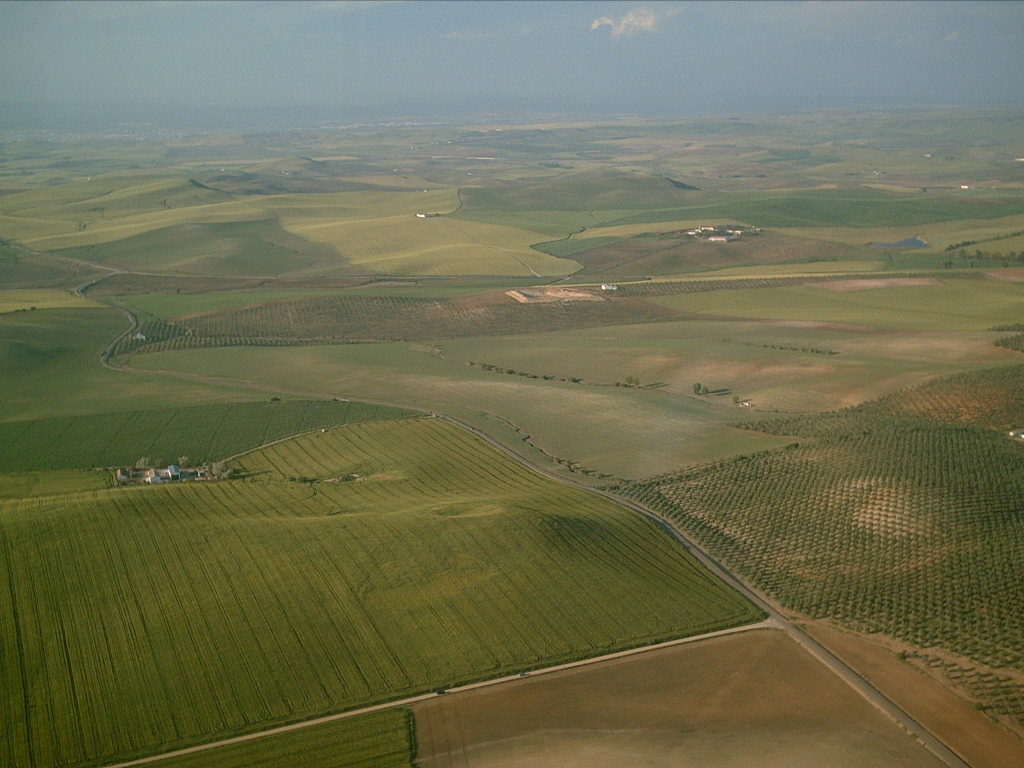
Paisaje característico de la campiña sur cordobesa (Provincia de Córdoba (España)

En este sector el paisaje es mucho más monótono. La campiña es una superficie horizontal que ocupa toda la depresión y está formada por materiales miocenos con tres capas: margas arcillosas, margas arenosas calcáreas y areniscas. La capa de areniscas ha sido desmantelada por la erosión solo hay pequeños restos formando alcores.
Esta campiña presenta un paisaje casi horizontal, no obstante en la campiña de Córdoba se pueden encontrar diferencias edafológicas:
- Tierras de bujeo, formadas a partir de los suelos margosos.
- Suelos arenosos, formados a partir de las margocalizas y areniscas.
- Suelos rojos o pardos mediterráneos, formados a partir de materiales calizos en el contacto con la Cordillera Subbética.

En la parte SE la erosión ha llegado a alcanzar un mayor profundidad poniendo al descubierto materiales oligocénicos y sobre todo margas triásicas y del Cretácico.
La monotonía del paisaje viene del predominio de los materiales blancos, dando lugar a formas suaves y alomadas.

### Sector occidental (provincias de Cádiz, Huelva y Sevilla)
Corresponde a la parte más ancha de la depresión ya que los Sistemas Béticos y Sierra Morena se alejan más una de la otra. Es donde el río Guadalquivir va a cambiar su dirección siendo casi N-S.
La depresión, hasta llegar a este sector, aparece de forma disimétrica, ya que el río transcurre muy cercano a Sierra Morena; ahora se va a alejar de ésta, por lo que aparece una simetría a ambos lados del Guadalquivir.
Los materiales son progresivamente más jóvenes, en el NE son del terciario y en las marismas son de origen Cuaternario formando dunas, marismas e incluso el propio estuario del Guadalquivir. Predominan las formas horizontales con resaltes en formas de alcores. Aquí se pueden distinguir dos sectores diferenciados:

#### Valle del río
- La llanura aluvial: comienza en la desembocadura del río Genil y se extiende hasta La Puebla del Río, donde empiezan las marismas. Hay un sistema de terrazas y el río va divagando por una llanura a casi el nivel del mar formando meandros. Es una vega típica aluvial formada por materiales rodados que forman esos niveles de terrazas.
- Alcores rodeados por la campiña de Carmona: al sur de Écija y Carmona se extienden las campiñas altas con pequeñas elevaciones formando alcores. En esta parte se ha producido una profunda transformación después de la construcción del embalse de Iznájar.
- Campiñas sevillanas, gaditanas y onubenses: al oeste se extiende la campiña sevillana formada por la erosión de los materiales blandos de finales del terciario. Al sur de la Campiña de Sevilla se encuentra la Campiña de Jerez que conecta con la anterior. Siguiendo más al sur se independiza el Campo de Gibraltar, intercalado con las últimas estribaciones de la Cordillera Bética. La campiña onubense presenta hoy unas diferencias que se deben más a razones como las formas de ocupación, al tipo de cultivo y a la utilización del suelo que a razones de tipo geomorfológico, siendo una continuación del Aljarafe sevillano.

#### Litoral

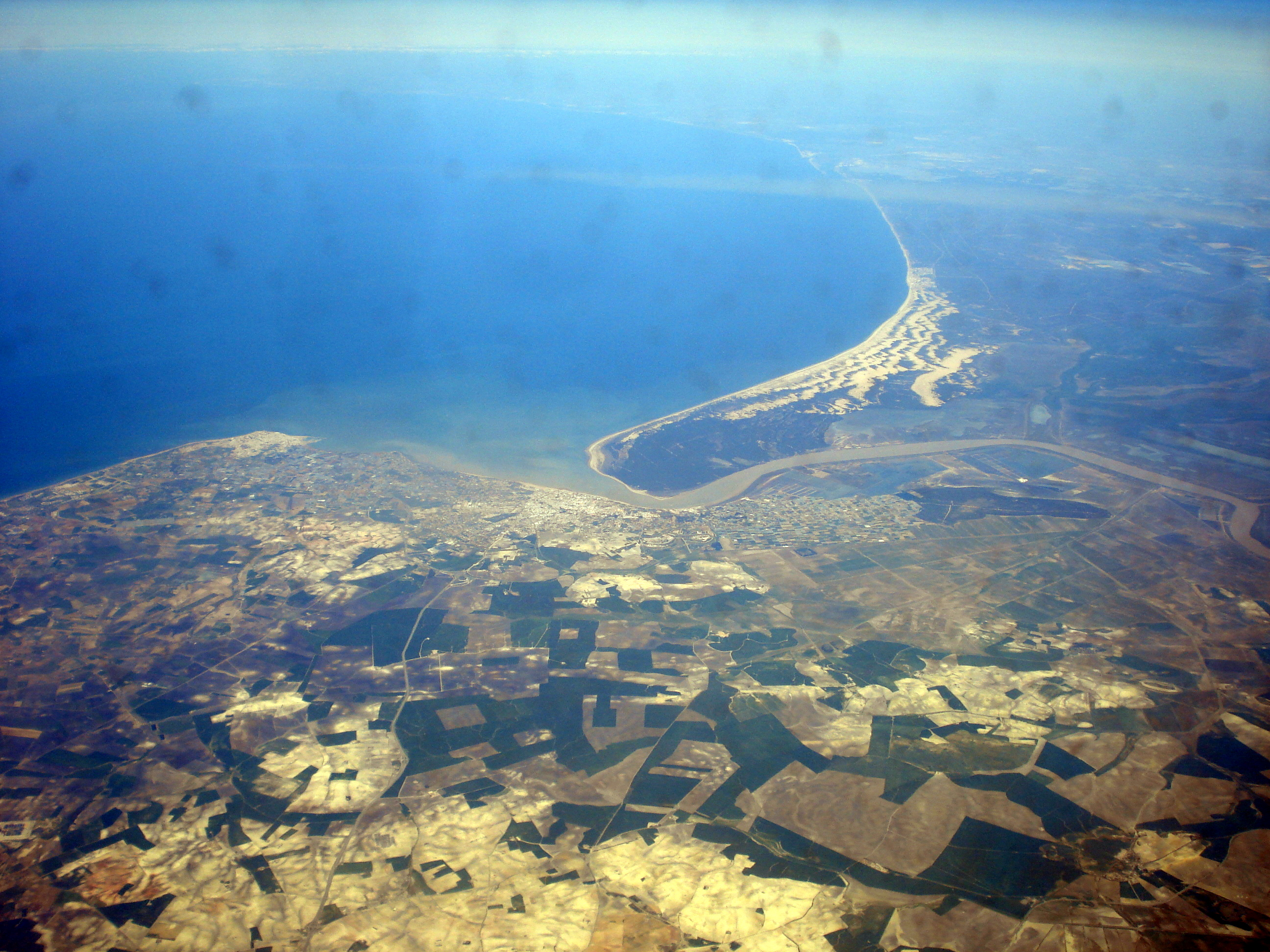
Vista aérea de la desembocadura del río Guadalquivir en el océano Atlántico.

La parte litoral de la depresión está compuesta a su vez por tres sectores bien caracterizados:

##### Marismas
Todo el tramo final del río Guadalquivir corresponde a las marismas, lugares de inundación: tanto del citado río, como por la subida de las mareas.

##### Sector de Huelva
El sector de Huelva está constituido por una línea litoral arenosa formada por dunas interrumpidas por el estuario de los ríos Tinto y Odiel formando marismas. 

##### Área de Cádiz
El área de Cádiz está constituido por la Bahía de Cádiz, de tipo arenoso. La arena es aportada por el río Guadalete y Guadalquivir que han formado un tómbolo: brazo de tierra que une una isla litoral con el continente a partir de los depósitos de sedimentos de un río.

## Uso agrícola

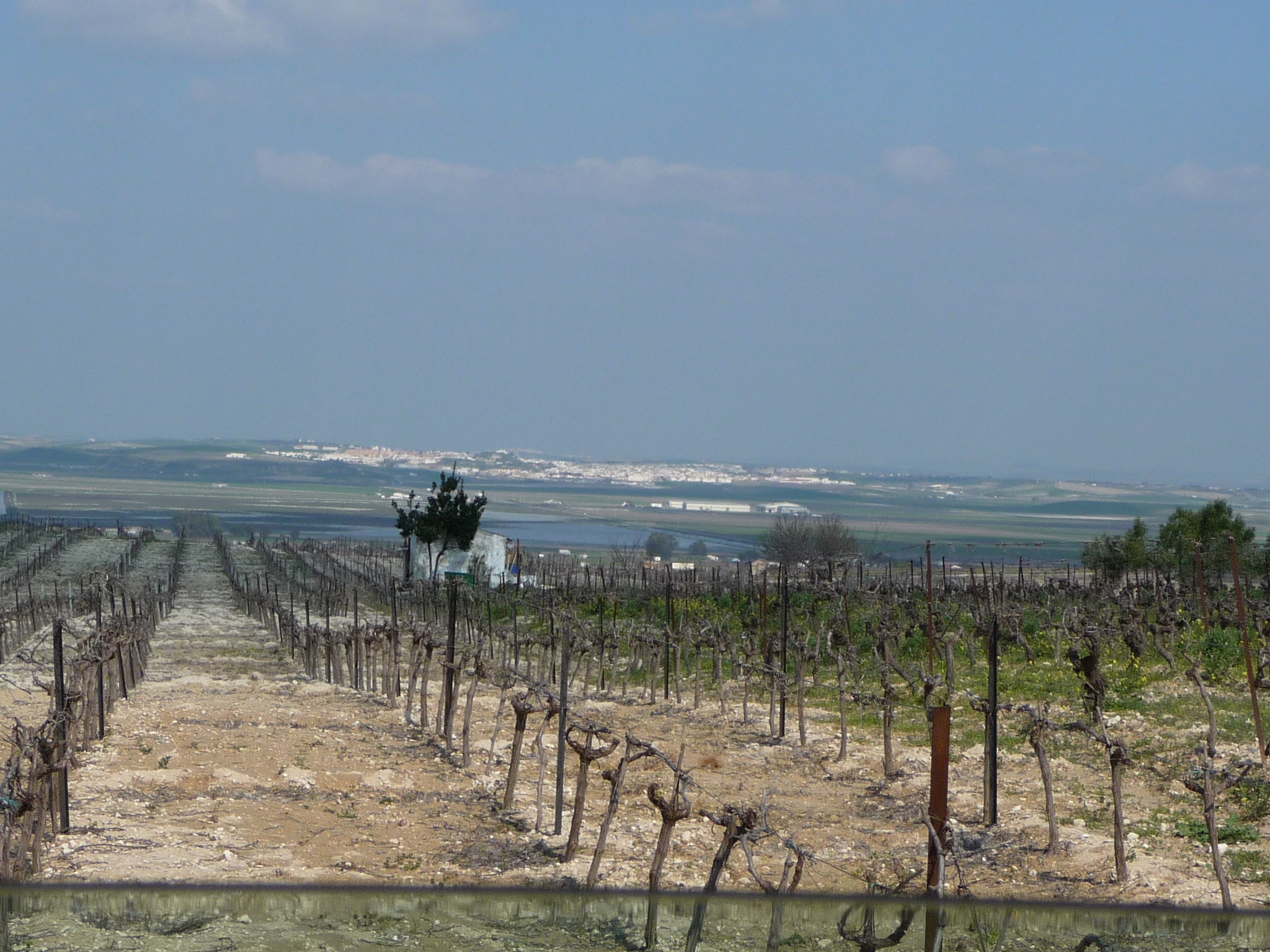
Marismas entre Lebrija (al fondo) y Trebujena

Los suelos de la depresión bética, de enorme fertilidad, han sido explotados agrícolamente desde la antigüedad, destacando en ellos la tríada mediterránea: el olivo, el trigo y la producción vitivinícola, base del sector primario de las provincias de Jaén, Córdoba y Sevilla.
El medio físico en cuanto a clima, suelos, y pendientes hace que a escala de gran comarca, la depresión bética ofrezca el terrazgo más idóneo en Andalucía para la explotación agrícola, la cual es paralela a sierra Morena.
Los aprovechamientos de la depresión se pueden sintetizar así: regadío de pequeñas huertas tradicionales, grandes zonas regables de la última parte del siglo XX, sobre todo en el valle del Guadalquivir y paisaje arrocero en las Marismas. La periferia olivarera meridional que se continúa por el monocultivo oleícola de las Subbéticas, tierras calmas de secano o paisajes acortejados del interior, policultivos de ruedos y enclaves de viñedo de Jerez, Montilla-Moriles y Condado de Huelva.
En esta zona también hay petróleo.